# Iokaszté
Iokaszté (görögülː Ἰοκάστη) thébai királyné, Oidipusz anyja, majd felesége, a thébai mondakör alakja.

## Élete
Menoikeusz lánya, Kreón húga, akit Laiosz thébai király vett feleségül. Egy fiuk született, Oidipusz, akit apja, a jóslatnak megfelelően, halálra szánt. Oidipusz mégis életben maradt, és származását nem ismerve megölte apját, majd a szfinx legyőzése után feleségül vette anyját, akitől négy gyereke – Eteoklész, Polüneikész, Antigoné és Iszméné – született. Amikor kiderült, hogy Oidipusz a fia, Iokaszté felkötötte magát.